# Lydia von Auw
Lydie von Auw, née le 6 août 1897 à Morges où elle est morte le 14 mai 1994, est une pasteure et historienne suisse. C'est la première femme consacrée au ministère pastoral de Église évangélique libre du canton de Vaud, en 1935, et la première à être admise à suivre des cours à la faculté de théologie de l'Église évangélique libre.

## Biographie

### Origines familiales
Lydia von Auw naît le 6 août 1897. Ses parents sont Henriette Hagenbuchern et le droguiste Jean von Auw, issu d'une ancienne famille noble originaire de la vallée de la Neckar qui a émigré à Benken au XVIIe siècle.

### Cursus initial
Titulaire d'un baccalauréat ès Lettres, elle étudie, de 1917 à 1921, à la faculté de théologie de l'Église libre réformée du canton de Vaud à Lausanne, où elle est la première femme admise à suivre ce cursus. Son thème de mémoire, Le modernisme catholique en Italie, l'amène à se rendre à la faculté de théologie vaudoise protestante de Rome, puis à l'université de La Sapienza. Elle y rencontre Ernesto Buonaiuti, l'un des principaux représentants du modernisme catholique, dont elle suit les cours et avec qui elle noue une profonde amitié. Buonaiuti l'influence et suscite son intérêt pour l'histoire. Le 3 avril 1924, Lydia von Auw termine ses études avec un diplôme,.

### Début de carrière
En 1925, à l'instar des rares femmes des autres Églises réformées, Lydia von Auw se voit proposer des postes de remplaçantes. Contrairement à la plupart des théologiennes de cette époque, qui une fois diplômées se contentent d'activités diaconales (service social, aumôneries spécialisées ou animation des mouvements féminins) ou d'enseignement (catéchèse), Lydia ne souhaite pas exercer un autre ministère que celui de pasteur. Elle s'installe à Rolle en 1926, à Cormoret en 1927, puis monte à Paris où elle fréquente la bibliothèque nationale de France. Elle publie alors son premier article, un portrait d'Ernesto Buonaiuti, dans la Revue de théologie et de philosophie. En 1929, elle est nommée pasteure intérimaire de l'Église libre d'Ollon. Le conseil presbytéral lui propose d'être titulaire, Lydia hésite et demande un délai de réflexion de quelques mois et un congé pour se rendre à Rome afin d'achever un travail de recherche. C'est durant son séjour à Rome en 1929 que le professeur Buonaiuti lui propose comme sujet de thèse de doctorat de travailler sur le franciscain Angelo de Clareno, un disciple de Joachim de Flore, à l'origine du mouvement des Spirituels et délaissé jusqu'alors par les historiens de religions.

### Le synode de 1930
En mai 1930, suivant l'exemple de l'Église nationale protestante de Genève et de l'Église réformée d'Alsace Lorraine qui ont ouvert le pastorat aux femmes en décembre 1929 et mars 1930, le synode de l'Église libre réformée du canton de Vaud statue sur la possibilité d'accorder les mêmes droits aux femmes de son institution. Lors des débats, la commission synodale rappelle, en parlant sans la citer de Lydia von Auw, accepter depuis plusieurs années « les services d'une candidate bachelière en théologie (i.e. licenciée) dont les études ont été déclarées excellentes [...] et qu'elle ne saurait soumettre plus longtemps à un régime provisoire », celui de l'intérim. À l'issue d'un vote largement majoritaire, le synode de 1930 ouvre le ministère de pasteur « aux femmes qui auront rempli les conditions exigées par le règlement sur les études ». Toutefois, si Lydia von Auw est officiellement admise au pastorat en septembre 1931, elle quitte Ollon et repart pour l'Italie où elle va séjourner jusqu'en septembre 1933. De retour en Suisse, elle assure à nouveau un poste d'intérimaire à Bex puis à Essertines-sur Yverdon, « dans des paroisses dédaignées par ses collègues masculins » que ses proches qualifient de « ports de mer ».

### Aumônerie et soutenance de thèse
En décembre 1934, elle est la première femme du canton de Vaud à être installée dans le ministère pastoral. Elle travaille tout d'abord comme aumônière hospitalier à Saint-Loup à partir de 1935, tout en poursuivant sa thèse de doctorat qu'elle ne soutient qu'en 1948, deux ans après la mort du professeur Buonaiuti. Si elle obtient le titre de docteur, en juillet 1948, sa thèse est jugée non publiable en l'état par le jury car trop longue et trop compliquée. Elle devra attendre 1952 pour en éditer les trois derniers chapitres (au grand regret de ses collègues médiévistes francophones tels que le belge Hubert Sylvestre et le français Jean Orcibal ou encore le philosophe français Maurice Nédoncelle). La publication complète de ses travaux sur le sujet n'a lieu qu'en 1979.
En août 1948, elle doit également faire face au décès de sa mère, puis à son renvoi de l'hôpital de Saint-Loup par le pasteur-directeur de l'établissement.

### Intérim dans le Jura
Après son renvoi de Saint-Loup, Lydia von Auw est nommée à L'Auberson en 1949, comme pasteure intérimaire. Elle y exerce son ministère jusqu'en 1960, sans jamais être titularisée car la vieille garde de la paroisse refuse l'idée d'une pasteure femme malgré la décision prise par le synode en 1931. Elle reste toutefois appréciée de ses paroissiens et le conseil d'église se bat pour qu'elle émarge à la caisse de retraite (l'AVS). Durant cette période, elle partage sa vie entre ses activités pastorales et son rôle de conférencière. Elle est alors remplacée au culte par un autre membre de la paroisse.

### Titularisation et fin de sa carrière pastorale
Sa nomination comme pasteure dans la commune de Chavannes-le-Chêne est faite à la demande de sa famille, soucieuse de sa santé et de ses conditions de travail dans les hameaux reculés du Balcon du Jura. Elle sera finalement titularisée dans ce dernier poste qu'elle occupe jusqu'à sa retraite. Le 15 mars 1966, lors du culte célébré dans la cathédrale de Lausanne à l'occasion de la fusion de l'Église libre et de l'Église évangélique réformée du canton de Vaud, elle signe le registre des ministres du culte, son dernier acte officiel en tant que pasteure.

### Retour à Morges
Si elle reçoit en décembre 1958 la bourgeoisie de sa commune natale (Morges), elle doit attendre sa retraite pour retourner habiter à Morges. Durant celle-ci, elle reste active dans le milieu académique et se rend périodiquement en Italie, afin de participer à la réunion annuelle du Comité international d'études franciscaines. Après la publication d'une version complète de sa thèse à Rome en 1979, ses recherches attirent l'attention internationale. Cette publication intégrale est saluée entre autres par le théologien genevois Henry Mottu pour lequel cette édition répond « à une longue attente », sur un sujet « relativement délaissé par [les historiens] de langue française ». Elle fait alors la connaissance d'éminents médiévistes italiens tels que Raoul Manselli, Arsenio Frugoni et Romana Guarnieri (it), avec lesquels elle collabore pour l'impression de ses travaux de recherche. En 1988, la RTS produit à son sujet une entrevue dans la série « Plans fixes » où elle est interviewée par le professeur de théologie Pierre Bonnard. Elle meurt à Morges le 14 mai 1994,.

## Prises de position
Marquée par ses études en Italie pendant le Biennio rosso et la montée du fascisme de Mussolini, elle se montre solidaire de la résistance antifasciste. Elle vient en aide au théologien catholique libéral Ernesto Buonaiuti, déchu de sa chaire de l'université de Rome. Il est introduit dans les milieux intellectuels romands et enseigne à l'Université de Lausanne de 1935 à 1939.
Intéressée par le courant moderniste de l'Église catholique, elle publie des articles sur le sujet dès les années 1920-1930 et approuve en 1969 le projet de loi sur le statut des catholiques dans le canton de Vaud, un premier pas vers l'égalité entre les cultes catholiques et protestants de la constitution cantonale de 2003.
Animée d'une foi profonde, elle promeut un piétisme libéral. Sur ce point, son neveu le journaliste Jean-Pierre Richardot la décrit comme « pratiquant quotidiennement un piétisme de veilleur à la (manière de) Wilfred Monod ».
Elle est par ailleurs, selon lui « progressiste, comprenant les objecteurs de conscience et les antimilitaristes » et trouve le corps pastoral vaudois de l'époque « affreusement machiste ». Elle écrit au sujet de la condition féminine « Il n'y a pas si longtemps dans notre pays que la célibataire dépendait de sa famille qui la considérait comme une charge. Ces temps sont heureusement révolus. La vieille fille aigrie et ridicule est en train de disparaître. [...] Mais la femme qui travaille, et surtout la célibataire, a la vie plus difficile que l'homme. »

## Ouvrages et publications

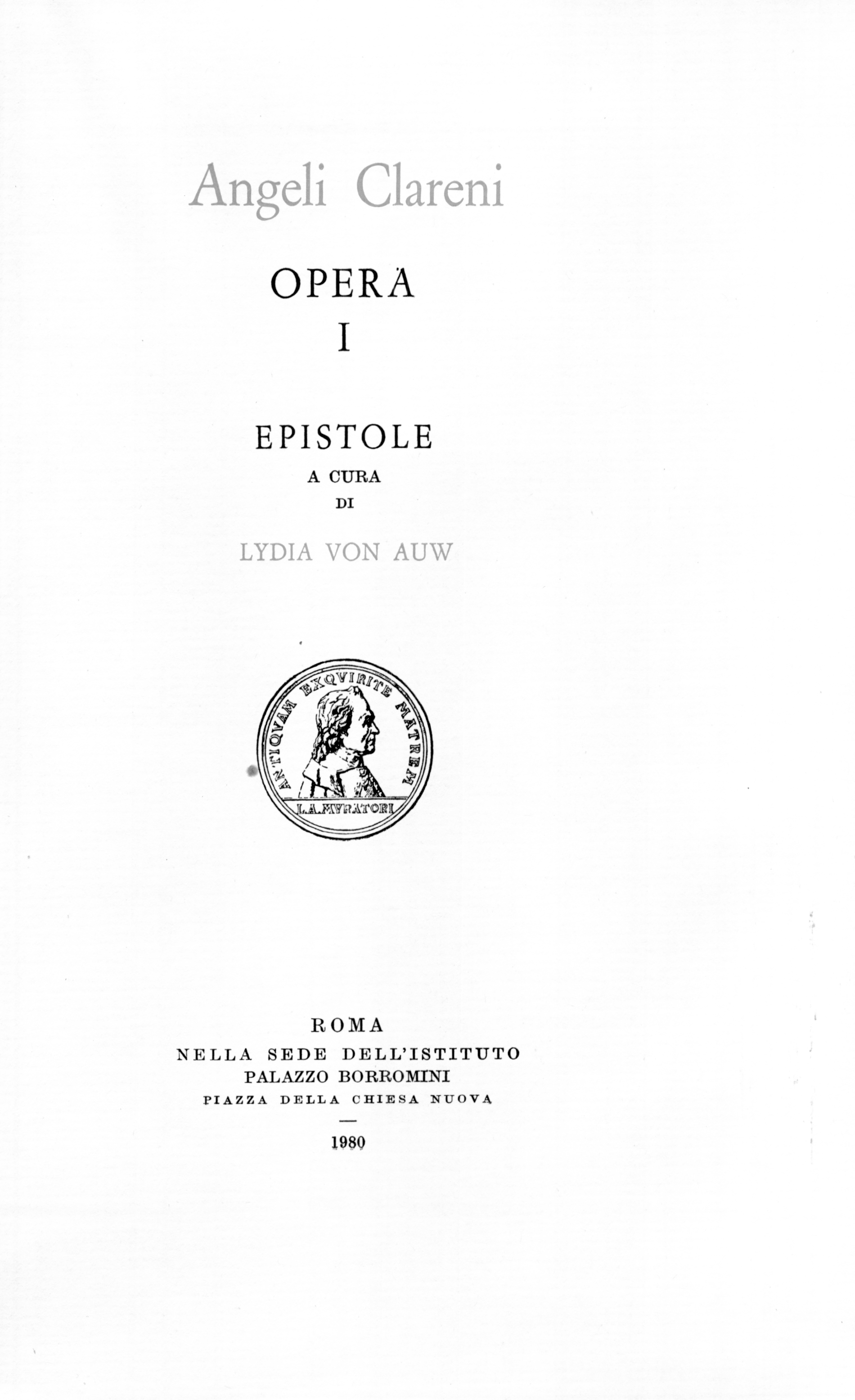
Opera I epistole

### Thèse de doctorat
- Auw, Lydia von (1897-1994), 
Angelo Clareno et les spirituels italiens, Rome, Ed. di storia e letteratura, 1979, 328 p. (BNF 34919421)

### Articles (sélection)
Lydia von Auw a publié plusieurs articles et notices bibliographiques dans la revue de l'Église vaudoise Théologie et philosophie, en particulier sur l'Église catholique à une époque où le sujet inspire peu les autres théologiens protestants :
- Lydia von Auw, « Ernest Buonaiuti », Revue de Théologie et de Philosophie, vol. 15, no 62,‎ 1927, p. 66–79 (ISSN 0035-1784, lire en ligne, consulté le 18 mars 2023)
- Lydia von Auw, « Les Courants actuels du catholicisme en Allemagne », Revue de Théologie et de Philosophie, vol. 18, no 76,‎ 1930, p. 234–236 (ISSN 0035-1784, lire en ligne, consulté le 18 mars 2023)
- Lydia von Auw, « L'Église romaine », Revue de Théologie et de Philosophie, vol. 22, no 90,‎ 1934, p. 80–88 (ISSN 0035-1784, lire en ligne, consulté le 18 mars 2023)

### Comme éditrice scientifique
- (la) Angeli Clareni, Opera I, Epistole / a cura di Lydia von Auw, Rome, nella sede dell'Istituto, 1980, 381 p (SUDOC 085452696)

## Hommages
En 2005, la commune de Morges fait apposer une plaque sur sa maison natale en son honneur au 84 Grand-Rue. Une place Lydia-von-Auw est inaugurée à Morges en septembre 2023 dans le nouveau quartier de l'Églantine.